# Талгар (гора)
Пік Талгар (каз. Талғар шыңы, англ. Pik Talgar) — гора в Середній Азії, висотою — 4979 метрів. Розташована в гірському хребті Заілійський Алатау у горах Тянь-Шань, на південному сході Казахстану.

## Географія

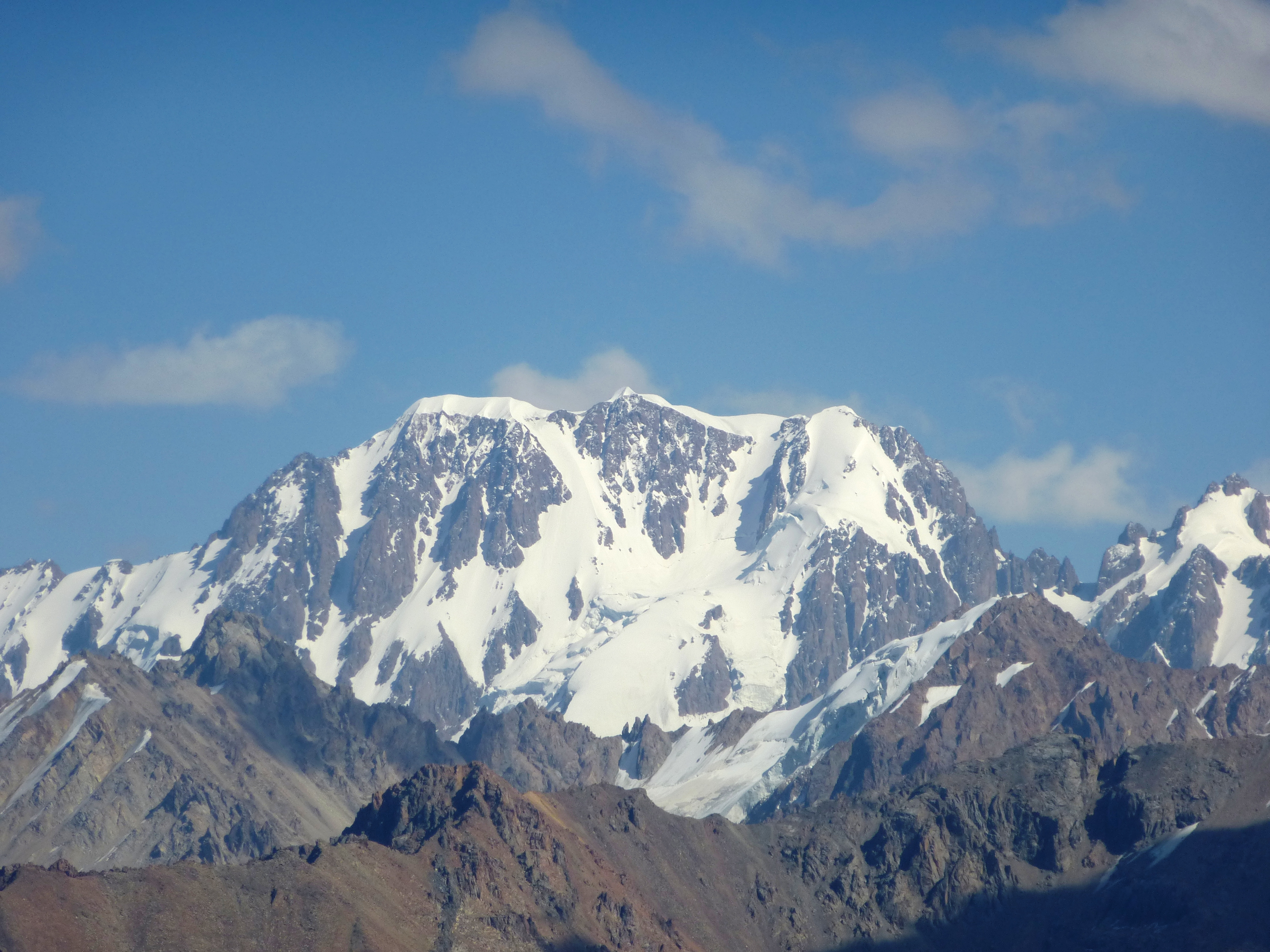
Масив Талгар. Знято з заходу
(з піка Чімбулачка, за 18 км)

Вершина розташована у горах Тянь-Шань, на центрально-північному відрозі гірського хребта Заілійський Алатау, на півдні Алматинської області у Талгарському районі, в Алматинському державному заповіднику, за 42 км на схід — південний-схід від міста Алмати, за 48 км на північ від села Корумду, яке розташоване на північному узбережжі високогірного озера Іссик-Куль (1608 м) та за 255 км на північний-захід від найвищої гори Казахстану — Хан-Тенгрі (7010 м). Талгар являє собою масив, який утворений найвищою частиною хребта Заілійського Алатау, між витоками річок Талгар і верхів'ям Чилика, з трьома мало вираженими вершинами: Талгар Головна, Талгар Північна (4964 м) та Талгар Південна (4965 м). Трохи відокремлено від основного масиву розташована вершина Талгар Південно-східна (4860 м). На південних та південно-східних схилах масиву розташований один з найбільших льодовиків Заілійського Алатау і всього Казахстану — Корженевського, довжиною до 11 км і загальною площею до 38 км².
Абсолютна висота вершини 4979 метрів над рівнем моря (2-га за висотою гора в Казахстані, після гори Хан-Тенгрі). Відносна висота — 2982 м. За цим показником вона займає 3-тє місце у Казахстані та 95-те у світі. Топографічна ізоляція вершини відносно найближчої вищої гори Пік Каракол (5216 м) — становить 137,51 км.

## Історія підкорення
Триголовий масив піка Талгар був помічений дослідниками Тянь-Шаню ще в середині XIX століття. Деякі спроби підкорення піка, через плутанину з орографією району та ідентифікацією вершин, закінчувались невдачею. У 1935 році група дослідників Х. Рахімова наблизилася до піка, піднявшись з північної сторони на плече масиву, і назвала досягнуту точку Копир (4613 м).
У тому ж році, взимку 12 алматинських альпіністів під керівництвом В. Зіміна піднялися на Південно-східну вершину. У 1938 році, в лютому місяці, група альпіністів з Новосибірська під керівництвом О. Алексєєва підкорила Північну вершину. І в тому же 1938 році перше сходження на Головну вершину піка Талгар, зробила група у складі Л. Кутухтіна, Г. Макатрова та І. Кропотова, з сибірського міста Сталінська (нині Новокузнецьк). Маршрут підкорення був прокладений через Північну вершину.
Північно-західні схили Північної вершини Талгара є скельною стіною висотою до 900 метрів. Маршрут сходження по цій стіні вважається одним з найважчих маршрутів в Заілійському Алатау і носить ім'я альпініста Василя Пелевіна, який пройшов його вперше. По східному відрогу та південно-східному схилу піка Талгар прокладені два популярних і відносно простих маршрути сходження на вершину.